# Il grande tempo
Il grande tempo (The Big Time) è un romanzo breve di fantascienza pubblicato nel 1958 dallo scrittore statunitense Fritz Leiber. L'opera, premiata nello stesso anno con il Premio Hugo per il miglior romanzo, tratta di una guerra temporale, utilizzando il viaggio nel tempo e l'ucronia.

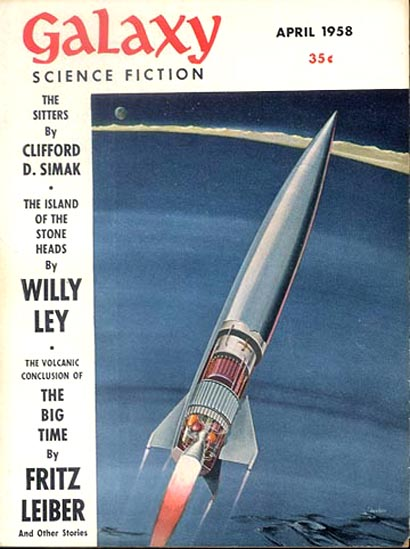

Leiber userà la stessa ambientazione e a volte gli stessi protagonisti per almeno un'altra dozzina di opere successive, tra cui il racconto Non si torna indietro (Try and Change the Past) pubblicato nello stesso anno (1958) e Non è affatto un miracolo (No Great Magic 1963), pubblicato in seguito come appendice a Il grande tempo. Il ciclo di tali opere prende il nome di "Guerra del Cambio" (The Changewar).

## Trama
(Il grande tempo)
Due fazioni da lungo tempo stanno combattendo la Guerra del Cambio durante la quale entrambi i contendenti inviano nel passato o nel futuro drappelli di soldati e agenti per modificare il corso degli eventi a proprio favore. I soldati sono scelti accuratamente e prelevati dal continuum dello spazio-tempo e arruolati tra le file di uno dei due schieramenti, i Serpenti oppure i Ragni. La fatica fisica e mentale delle battaglie sottopongono i soldati a forte stress che viene alleviato dagli Intrattenitori, personale appositamente addestrato a curare lo shock dei soldati al termine delle incursioni spazio-temporali. Gli intrattenitori risiedono in appositi stazioni di recupero ubicate nel cosiddetto Grande Tempo, ovvero al di fuori del normale flusso di scorrimento degli eventi. Queste stazioni, denominate Locali, sono mantenute in funzione grazie all'impiego di due apparecchiature: il mantenitore minore, che provvede a fornire ad essi energia e sostentamento, e il mantenitore maggiore che li mantiene fuori dal continuum dello spazio-tempo. 
Su tutti i protagonisti incombe perennemente la minaccia del Vento del Cambio, ossia la possibilità che eventi modificati nel passato ne impediscano la nascita nel futuro e quindi ne cancellino repentinamente l'esistenza nel Grande Tempo.
Nel fantastico mondo del romanzo vive e agisce una vasta schiera di personaggi appartenenti a varie categorie, alcune delle quali capaci di spostarsi nello spazio tempo, altre obbligate a seguirne passivamente il flusso e a subire le modificazioni della realtà causate dalla guerra in corso. I personaggi si dividono in Demoni, ossia entità capaci di muoversi su tutta la distesa del tempo e dello spazio, dominatori delle possibilità con la capacità di trasformare a piacimento la realtà, spostare gli eventi verso nuove direzioni, modificando di conseguenza il futuro. I Demoni sono Doppelgänger, prelevati dal normale corso degli eventi per combattere la Guerra del Cambio per una o per l'altra fazione. Gli esseri umani, invece, vengono definiti Zombie o Nascituri a seconda che la loro esistenza si collochi nel passato oppure nel futuro. Vi sono infine i Fantasmi, cioè Doppelgänger simili ai Demoni ma che a differenza di questi non possono e non vogliono viaggiare nello spazio e nel tempo.
Un drappello di soldati, reduci da un'azione di guerra, viene accolto nel Locale dove Greta Forzane, un'intrattenitrice di ventinove anni, lavora. Tra di essi vi sono Eric, vecchia fiamma di Greta, e Bruce. Entrambi gli uomini sono innamorati di un'altra intrattenitrice della stazione di recupero, la giovane Lilian, ma mentre Eric non è ricambiato dalla ragazza, Bruce lo è. Improvvisamente il mantenitore maggiore sparisce misteriosamente e il Locale rimane isolato dal Grande Tempo in una sorta di limbo spazio-temporale. Nonostante accurate ricerche l'apparecchiatura non viene ritrovata. I protagonisti iniziano a riorganizzare la propria vita nella nuova situazione ma Eric, geloso della nuova coppia formatasi da Lilian e Bruce e incapace di rinunciare alla vita avventurosa quale soldato, innesca una bomba atomica conservata nel Locale, allo scopo di far uscire allo scoperto il ladro del mantenitore. Il piano non riesce, poiché Lilian, l'artefice del furto dell'apparecchiatura, è disposta a morire piuttosto che rinunciare alla nuova vita con Bruce; tuttavia Greta, durante le fasi concitate precedenti l'imminente esplosione della bomba, ha un'intuizione che permette di ritrovare il mantenitore maggiore e di riportare il Locale all'interno del continuum del Grande Tempo.
La vicenda termina con la bomba disinnescata e con i soldati e gli intrattenitori ritornati ai propri doveri nella millenaria guerra combattuta tra le schiere dei Ragni contro i Serpenti. 

## Personaggi

### Gli intrattenitori
Greta ForzaneGiovane entraîneuse, vissuta e morta per le violenze subite durante la Seconda guerra mondiale, in una Chicago invasa dalle vittoriose truppe naziste ma ancora viva nel continuum del Grande Tempo.
Maud DaviesLa più anziana tra le intrattenitrici del Locale.
Lilian FosterSoprannominata la Ragazzina, era stata un'entraîneuse, a Londra e a New York, negli anni venti, reclutata nel 1917 per la fazione dei Ragni e successivamente morta nel 1920.
Sidney LessinghamIl Direttore del Locale. Nato nel 1564, studente a Cambridge, vissuto a Londra dove era stato spia e Cancelliere.
Beuregard LassiterUno degli Intrattenitori del Locale, apprezzato pianista.
Maxey PyeshkovIl dottore della stazione di recupero. Vissuto nella Russia occupata dalle truppe naziste, è quasi sempre ubriaco.

### I Soldati
Erich Von HohenwaldEx ufficiale nazista.
Marcus NigerEx Legato della Roma imperiale.
Bruce MarchantGiovane Tenente di origini inglesi, poeta coevo di Shakespeare.
Kabysia LabrysGuerriera cretese del periodo minoico.

### Gli Extraterrestri
IlhilihisOctopode proveniente dalla Luna.
SevenseeVenusiano dalle fattezze simili a quelle di un satiro.

## Ambientazione
Il romanzo è pieno di riferimenti al teatro elisabettiano, ed è organizzato come una piece teatrale, forse un omaggio che Fritz Leiber ha voluto rendere al padre, Fritz Reuter Leiber Sr., famoso attore shakesperiano e impresario teatrale. Anche il locale dove si svolgono le vicende narrate, il Luogo, richiama volutamente un palcoscenico e alcuni dei protagonisti ne sono consapevoli: ad esempio Greta, la voce narrante, afferma che "...Il Locale è come un teatro, a pianta greca, e come pubblico ha il Vuoto ...Sembra la scenografia per un balletto, e i folli personaggi e i curiosi costumi che vi compaiono non guastano l'illusione."

## Edizioni
- Fritz Leiber, Il Grande Tempo, pubblicato in quattro puntate su Galaxy, Anno IV n. 11 e n.12 (1961), Anno V n.1 e n.2 (1962), Casa Editrice La Tribuna

- Fritz Leiber, Il Grande Tempo, collana Cosmo Oro, n. 19, Editrice Nord, 1975, ISBN 9788842903161.